# Champagne (provincia)

Blasone della Champagne (provincia)

La Champagne (nome francese, AFI: /ʃɑ̃paɲ/; dal latino Campania), in italiano Sciampagna, era una delle antiche province francesi.
Le città principali erano Troyes (capoluogo), Reims ed Épernay. Famosa per la produzione del vino omonimo, corrispondeva al territorio di cinque attuali dipartimenti: Aisne, Aube, Alta Marna, Marna, e Senna e Marna. Costituiva anche la maggior parte della ex regione amministrativa di Champagne-Ardenne, dal 2016 confluita nel Grande Est.

## Storia
Nel Medioevo la provincia era un polo commerciale noto in tutta Europa per le numerose fiere che vi si svolgevano. Divenuta contea al principio del XII secolo, la Champagne fu riunita alla Corona di Francia grazie al matrimonio fra Jeanne de Champagne e Filippo di Francia, re dal 1285 col nome di Filippo IV. La provincia riguadagnò la propria autonomia alla morte del sovrano nel 1314, ma Luigi X la riunì definitivamente alla Corona. Costituiva la généralité di Châlons-en-Champagne, creata nel 1542, comprendendo l'Argonne, il Bassigny, la Brie champenoise, il Perthois, il Rhemois, il Senonais e il Vallage.

### Battaglie

La Champagne; carta delle antiche province francesi

La Champagne fu teatro di alcune fra le più grandi battaglie della storia della Francia:
- il 20 giugno 451 la battaglia dei Campi Catalaunici (che si situerebbero nei pressi dell'attuale Châlons-en-Champagne, o presso l'attuale Troyes, in un luogo chiamato "Campus Mauriacus"); Attila vi fu sconfitto dal generale Flavio Ezio;
- il 20 settembre 1792 la battaglia di Valmy, dove i generali Dumouriez e Kellermann fermarono l'esercito prussiano del duca di Brunswick e salvarono la Rivoluzione;
- dal 5 al 13 settembre 1914 la prima battaglia della Marna, dove fu arrestata l'offensiva tedesca giunta quasi alle porte di Parigi;
- dal 15 luglio al 5 agosto 1918 la seconda battaglia della Marna, l'ultima delle offensive tedesche nel corso della prima guerra mondiale.